# Stelle principali della costellazione dello Scudo
Segue un prospetto delle stelle principali della costellazione dello Scudo, elencate per magnitudine decrescente.